# Arzu Ece
Arzu Ece, właśc. Arzu Özkaraman (ur. w 1963 roku w Stambule) – turecka piosenkarka, dwukrotna reprezentantka Turcji w Konkursie Piosenki Eurowizji: jako członkini zespołu Pan w 1989 oraz solowo w 1995 roku.

## Kariera muzyczna
Arzu Özkaraman zaczęła swoją karierę muzyczną w latach 70. W 1975 roku wydała podwójny singiel „Bir daha”/„Sen yok musun”, zaś rok później – singiel „Çapkın çocuk”/„Bugün sen yarın da başkası. W 1987 roku wystąpiła w finale krajowych eliminacji eurowizyjnych organizowanym 21 lutego w Ankarze. W trakcie koncertu wykonała dwie piosenki: „Keloglan”, który zaprezentowała razem z Rüyą Ersavci, Fatihem Erkoçem i Harunem Kolçakiem, oraz „Bir gün bize yetmez”, który zaśpiewała w duecie z Cihanem Okanem. Oba utwory nie dotarły do czołówki wyników jurorskich. Rok później zgłosiła się do udziału w selekcjach z utworem „Zig Zag” nagranym w duecie z piosenkarką Cigdem Tunc. Duet o nazwie Tema wystąpił 13 lutego w finale eliminacji i nie zajął miejsca w czołówce notowań jurorskich.
W 1989 roku trzeci rok z rzędu zakwalifikowała się do udziału w krajowych eliminacjach eurowizyjnych, tym razem z piosenką „Bana bana”, który nagrała razem z Hazal Selçuk, Vedatem Sakmanem i Saperem Temizem. W marcu muzycy wystąpili jako zespół Pan w finale selekcji i zdobyli ostatecznie największe poparcie jurorów, dzięki czemu zajęli pierwsze miejsce i zostali wybrani na reprezentantów Turcji w 34. Konkursie Piosenki Eurowizji organizowanym w Lozannie. 6 maja wystąpili w finale widowiska i zajęli ostatecznie przedostatnie, dwudzieste pierwsze miejsce z pięcioma punktami na koncie. W 1990 roku piosenka „Bana bana” doczekała się oficjalnego szwedzkiego remiksu, który został wydany w formie singla.
W 1991 roku ponownie wystąpiła w finale krajowych eliminacji eurowizyjnych, do których zgłosiła się z utworem „Sessiz geceler” nagranym w duecie z Gürem Akadem. 9 marca wystąpili w finale selekcji i zajęli drugie miejsce.
W 1995 roku zgłosiła się do udziału w krajowych selekcjach eurowizyjnych z utworem „Sev”. W marcu wystąpiła podczas koncertu finałowego eliminacji i zajęła ostatecznie pierwsze miejsce w głosowaniu jurorów, dzięki czemu została wybrana na reprezentantkę Turcji w 40. Konkursie Piosenki Eurowizji organizowanym w Dublinie. 13 maja wystąpiła w finale imprezy i zajęła ostatecznie szesnaste miejsce z 21 punktami na koncie.
We wrześniu tego samego roku ukazała się jej debiutancka płyta studyjna zatytułowana Sebebi yok. Niedługo później zakończyła karierę muzyczną.

## Życie prywatne
W 1999 roku wyszła za mąż za muzyka Alego Otyama, z którym ma syna. W 2007 roku para rozwiodła się.

## Dyskografia

### Albumy studyjne
- Sebebi yok (1994)